# Niamh Charles
Niamh Louise Charles, född 21 juni 1999 i Wirral i Merseyside i England, är en engelsk professionell fotbollsspelare (vänsterback) och spelar för närvarande för Chelsea och Englands landslag. 
Hon började sin ungdoms- och seniorkarriär i Liverpool som forward. Sedan 2020 spelar hon för Chelsea och är numera vänsterback. 
Med Chelsea har hon vunnit många titlar: hon är fyrafaldig ligavinnare, trefaldig FA-cupvinnare, samt vinst i ligacupen. Utöver allt detta har hon varit med om att nå finalen i Champions League 2021 där Barcelona blev för starka och Chelsea föll med 0–4. 
Charles har representerat England från U17 upp till U20. Seniordebut blev det 2021. Med England är hon två gånger Arnold Clark Cup- vinnare och var med och spelade final i VM 2023, där de förlorade mot Spanien som vann med 1–0. 

## Utmärkelser
Chelsea
- Women´s Super League: 2020–21, 2021–22, 2022–23, 2023–24
- Women´s FA-cup: 2020–21, 2021–22, 2022–23
- FA Women's League Cup: 2020–21
- Finalist i UEFA Women's Champions League: 2020–21

England
- Finalist i fotbolls-VM för damer: 2023[1]
- Finalissima damer: 2023[2]
- Arnold Clark Cup: 2022[3] 2023[4]

Individuellt
- Årets PFA WSL-lag: 2023–24[5]